# لا ميثكيتا
بلدية لا ميثكيتا (بالإسبانية: La Mezquita) هي بلدية تقع في مقاطعة أورينسي التابعة لمنطقة غاليسيا شمال غرب إسبانيا.

## الديموغرافيا
بلغ عدد سكان بلدية لا ميثكيتا 1.328 نسمة عام 2011 (وفقاً للمعهد الوطني للإحصاء الإسباني).
| 1.596 | 1.553 | 1.510 | 1.387 | 1.406 | 1.365 | 1.328 |